# Cmentarz żydowski na Psim Polu
Cmentarz żydowski na Psim Polu – kirkut, który znajdował się na Psim Polu (przy dzisiejszej ulicy Sycowskiej we Wrocławiu).

## Historia
Kirkut powstał w 1811 roku na terenie miasta Psie Pole. Do końca XIX w. należał do gminy żydowskiej Psiego Pola, która została rozwiązana wskutek stopniowego wyprowadzania się Żydów z Psiego Pola. W konsekwencji na przełomie XIX/XX w. kirkut ten przeszedł pod jurysdykcję wrocławskiej gminy żydowskiej i pozostawał pod nią do czasów nazistowskich. Cmentarz został zlikwidowany.